# 國立公共資訊圖書館中興分館
國立公共資訊圖書館中興分館（簡稱中興分館），是位於南投縣南投市中興新村的公共圖書館，原為「臺灣省政府圖書館」。2013年併入國立公共資訊圖書館，成為分館之一。

## 歷史
- 1949年，臺灣省政府秘書處成立「臺灣省政府秘書處圖書室」。
- 1956年，臺灣省政府秘書處圖書室隨臺灣省政府遷至中興新村。
- 1959年，臺灣省政府秘書處圖書室改為「臺灣省政府圖書館」。
- 1999年7月精省後，臺灣省政府圖書館組織被整併為「臺灣省政府文教及資料組圖書科」。
- 2013年元旦，國立臺中圖書館更名為「國立公共資訊圖書館」後，臺灣省政府圖書館改制為「國立公共資訊圖書館中興分館」[1]。

## 建築
建築為地上四層、地下一層的建築，館區占地3,700平方公尺，建築面積882.6平方公尺，總樓地板面積4,269.51平方公尺。
- 一樓：服務臺、期刊閱報室、展覽室、兒童室、還書處、借書處
- 二樓：書庫
- 三樓：視聽室、參考室
- 四樓：讀者自修室、一般閱覽室

## 交通
- 總達客運：6333
- 臺中客運、彰化客運、員林客運、臺西客運聯營：9120

## 資料來源
1. ↑  .   [2012-12-06]. （原始内容存档于2014-02-22）.

## 外部連結
- 國立公共資訊圖書館中興分館簡介（页面存档备份，存于）